# Françoise Gaill
Françoise Gaill (* 11. Januar 1948 in Paris, Frankreich) ist eine französische Biologin und Ozeanografin. Sie war Forschungsdirektorin am Centre national de la recherche scientifique (CNRS) und ist Spezialistin für Tiefsee-Ökosysteme.

## Leben und Werk
Gaill schrieb sich nach einem Abschluss in Philosophie für das Fach Biologie an der Universität Pierre und Marie Curie in Paris ein. 1968 machte sie ein Praktikum an der Meeresbiologiestation von Roscoff und erhielt eine Studentenstelle am Muséum national d’histoire naturelle. Sie reiste zehn Jahre lang jeden Sommer für einen Monat in den Golf von Biskaya an Bord des ozeanografischen Schiffes Jean Charcot und beteiligte sich an den ersten Tiefsee-Entdeckungskampagnen des Naturhistorischen Museums. Gaill begann eine Dissertation am CNRS und untersuchte das Verdauungssystem von Ascidien mit einem der ersten Elektronenmikroskope in Frankreich. Sie promovierte 1981 mit der Dissertation Contribution à l’étude morphologique et fonctionnelle du rein et de la glande pylorique des tuniciers benthique.
1982 wurde sie eingeladen, an den ersten amerikanischen Missionen zur Erkundung hydrothermaler Quellen im Pazifik teilzunehmen. Ihre zahlreichen Feldexperimente an Tiefseeökosystemen wurden zur Untersuchung der in diesen Tiefseeumgebungen lebenden Meeresorganismen genutzt.
1993 schloss sie sich der biologischen Station Roscoff des CNRS an. 2008 wurde Gaill Forschungsdirektorin am CNRS in der Forschungseinheit Systematik, Anpassung, Evolution und Direktorin der Abteilung Umwelt und nachhaltige Entwicklung (EDD). Sie leitete die Forschungs- und Innovationskommission des Grenelle de la Mer unter der Leitung des damaligen Ministers Jean-Louis Borloo. Die Grenelle de la mer ist ein öffentlicher Reflexions- und Verhandlungsprozess zwischen dem französischen Staat, gewählten Beamten, vom Meer betroffenen Wirtschafts- und Berufsakteuren und der Zivilgesellschaft.
2009 gründete sie das Institut für Ökologie und Umwelt am CNRS und leitete es bis 2013. Nach ihrem Ausscheiden aus dem CNRS trat sie dem wissenschaftlichen Ausschuss der Stiftung Tara Océan bei. Mit mehreren Personen, darunter Catherine Chabaud, Romain Troublé, Eric Banel und Patricia Ricard, gründete sie die Ocean & Climate Platform (Poc). Diese Organisation erreichte, dass der Ozean in die Präambel des Pariser Abkommens aufgenommen wurde.
Gaill ist Vizepräsidentin und wissenschaftliche Koordinatorin von POC. Sie war eine der Organisatorinnen der Veranstaltung One Ocean Summit, die im Februar 2021 in Brest 40 Staatsoberhäupter und viele Wissenschaftler und politische Entscheidungsträger um Präsident Emmanuel Macron zusammenbrachte.

## Ehrungen (Auswahl)
- 2014: Kommandeur des Ordre national du Mérite[5]
- 2022: Großoffizier der Ehrenlegion[6]

## Veröffentlichungen (Auswahl)
- mit Erwan G Roussel, Nadine Le Bris, François Guyot, Marie-Anne Cambon-Bonavita, Magali Zbinden: New insigths on the metabolic diversity among the epibiotic microbial communitiy of the hydrothermal shrimp Rimicaris exoculata. Journal of Experimental Marine Biology and Ecology, 2008, S. 131–140. doi:10.1016/J.JEMBE.2008.03.009.